# Ошмянський повіт
Ошмянський повіт (біл. Ашмянскі павет, рос. Ошмянский уезд) — адміністративно-територіальна одиниця Великого князівства Литовського, а потім з тою ж назвою у складі Російської імперії Віленської губернії. Адміністративний центр — місто Ошмяни.

## Підпорядкування
- Утворений в час, коли існувало Велике князівство Литовське
- З 1795 році у складі Віленської губернії на території, що відійшла до складу Російської імперії після третього поділу Речі Посполитої.
- З 1797 року — у складі Литовської губернії.
- З 1801 року — у складі відновленної Віленської губернії (до 1840 року носила назву Литовсько-Віленської).
- 1920 року відійшов до складу Польщі.

## Населення
За даними перепису 1897 року в повіті проживало 233,6 тис. мешканців. 
У тому числі: білоруси — 80,0%; євреї — 12,1%; литовці — 3,7%; росіяни  — 2,3%; поляки — 1,7%. У повітовому місті Ошмяни проживало 7 214 мешканців.

## Склад
Станом на 1886 рік налічував 147 сільських громад, 1410 поселень у 23 волостях. Населення — 158 689 осіб (79871 чоловічої статі та 78818 — жіночої), 14 504 дворових господарств.
|                     | Площа, десятин | У тому числі орної, десятин |
| ------------------- | -------------- | --------------------------- |
| Сільських громад    | 197782         | 134464                      |
| Приватної власності | 260674         | 69717                       |
| Казеної власності   | 53878          | 40                          |
| Іншої власності     | 3274           | 1681                        |
| Загалом             | 515608         | 205902                      |

## Адміністративний поділ
Волосний поділ станом на 1886 рік:
| №  | Назва        | Центр | Насе- лення | Кіль- кість дворів | Площа, десятин | Площа орної землі, десятин | Кількість поселень (сільських громад) |
| -- | ------------ | ----- | ----------- | ------------------ | -------------- | -------------------------- | ------------------------------------- |
| 1  | Бакштанська  | ?     | 4862        | 438                | 6441           | 2387                       | 52 (3)                                |
| 2  | Беницька     | ?     | 7001        | 507                | 16616          | 7729                       | 65 (9)                                |
| 3  | Вишневська   | ?     | 10642       | 533                | 27349          | 9623                       | 84 (7)                                |
| 4  | Воложинська  | ?     | 10108       | 983                | 31948          | 10363                      | 83 (7)                                |
| 5  | Граужиська   | ?     | 6338        | 504                | 26502          | 10589                      | 64 (6)                                |
| 6  | Гольшанська  | ?     | 8576        | 464                | 24709          | 10748                      | 52 (8)                                |
| 7  | Городоцька   | ?     | 6192        | 696                | 12975          | 6980                       | 61 (7)                                |
| 8  | Деревнинська | ?     | 6934        | 832                | 21218          | 12397                      | 97 (9)                                |
| 9  | Зебрезька    | ?     | 4110        | 284                | 17229          | 4979                       | 20 (3)                                |
| 10 | Івейська     | ?     | 9832        | 808                | 20876          | 12258                      | 42 (5)                                |
| 11 | Кревська     | ?     | 7115        | 826                | 17800          | 10434                      | 78 (8)                                |
| 12 | Куцевицька   | ?     | 5233        | 479                | 15958          | 8634                       | 55 (7)                                |
| 13 | Липниська    | ?     | 7113        | 689                | 15608          | 10164                      | 44 (9)                                |
| 14 | Лугомовицька | ?     | 6572        | 650                | 14629          | 7053                       | 33 (5)                                |
| 15 | Налибоцька   | ?     | 6255        | 449                | 48377          | 7750                       | 26 (3)                                |
| 16 | Полочанська  | ?     | 4994        | 385                | 10790          | 5689                       | 47 (4)                                |
| 17 | Полянська    | ?     | 9936        | 991                | 30949          | 15864                      | 142 (11)                              |
| 18 | Сморгоньська | ?     | 8251        | 991                | 15098          | 10179                      | 62 (7)                                |
| 19 | Сольська     | ?     | 7761        | 694                | 26519          | 10835                      | 84 (9)                                |
| 20 | Суботницька  | ?     | 5084        | 512                | 12164          | 7274                       | 43 (5)                                |
| 21 | Сединська    | ?     | 5888        | 438                | 18162          | 9360                       | 59 (5)                                |
| 22 | Трабська     | ?     | 4860        | 542                | 15410          | 7953                       | 61 (5)                                |
| 23 | Юратиська    | ?     | 4893        | 437                | 14716          | 6656                       | 59 (5)                                |

Станом на 1913 рік у повіті залишилось 23 волості.